# Ernst Mayr

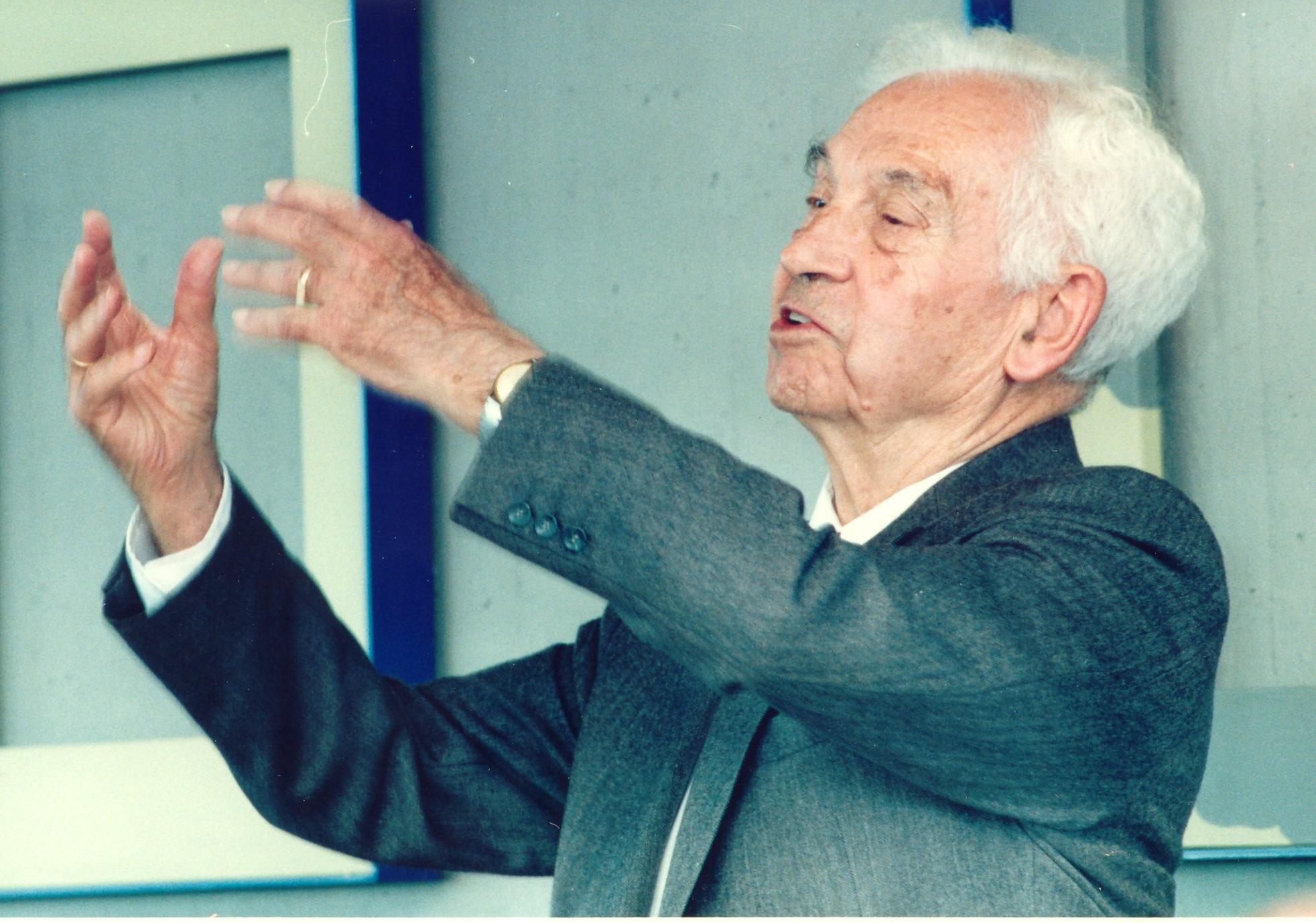
Ernst Mayr 1994 an der Universität Konstanz

Ernst Walter Mayr (* 5. Juli 1904 in Kempten (Allgäu); † 3. Februar 2005 in Bedford (Massachusetts)) war ein deutsch-amerikanischer Biologe und der Hauptvertreter der modernen synthetischen Evolutionstheorie. Er zählt zu den einflussreichsten Naturforschern des 20. Jahrhunderts.

## Leben
Ernst Mayr wurde am 5. Juli 1904 in Kempten im Allgäu geboren, wuchs aber in Sachsen auf. Er war der zweite der drei Söhne von Helene Pusinelli Mayr und dem promovierten Juristen und Landgerichtsrat Otto Mayr. Schon als Junge interessierte er sich für Vögel. 1923 schrieb er seine erste Abhandlung über die von ihm bei Moritzburg im Freiland beobachtete Kolbenente. Im gleichen Jahr begann er an der Ernst-Moritz-Arndt-Universität Greifswald Medizin zu studieren, wechselte aber schon früh zur Zoologie und arbeitete am Zoologischen Museum in Berlin (heute Teil des Museums für Naturkunde Berlin). 1926 wurde er mit 21 Jahren in Zoologie über ein ornithologisches Thema promoviert.
Sein Förderer Erwin Stresemann schickte Mayr 1928 und 1930 auf eine Expedition nach Neuguinea und zu den Salomon-Inseln, wo er für den begeisterten Vogelfreund Walter Rothschild, 2. Baron Rothschild Vögel sammelte. Gefördert wurde die Expedition von der Notgemeinschaft der Deutschen Wissenschaft.  Die dort gewonnenen Kenntnisse zur Biogeographie wurden zur Grundlage seiner späteren evolutionstheoretischen Überlegungen. 1931 ging er in die Vereinigten Staaten, um am American Museum of Natural History in New York, dem größten naturwissenschaftlichen Museum der Welt, als Vogelexperte die Vogelsammlung zu bearbeiten. Rund 20 Jahre blieb er in New York. 1950 erhielt er nach mehreren Verzögerungen die amerikanische Staatsbürgerschaft.
1953 wechselte er als Professor an die Harvard-Universität in Cambridge (Massachusetts), wo er dafür sorgte, dass die Evolutionstheorie, bis dahin ein Stiefkind der amerikanischen biologischen Wissenschaften, zu größerem Ansehen gelangte. Auch nach seiner Emeritierung 1975 arbeitete er weiter am Museum of Comparative Zoology der Harvard-Universität, wo er bis zu seinem Tode tätig war.
Ernst Mayr heiratete im Mai 1935 Gretel Simon in Freiburg im Breisgau. Das Paar hatte zwei Töchter. Mayr starb 2005 nach sehr kurzer Krankheit in Bedford (Massachusetts).

## Wirken

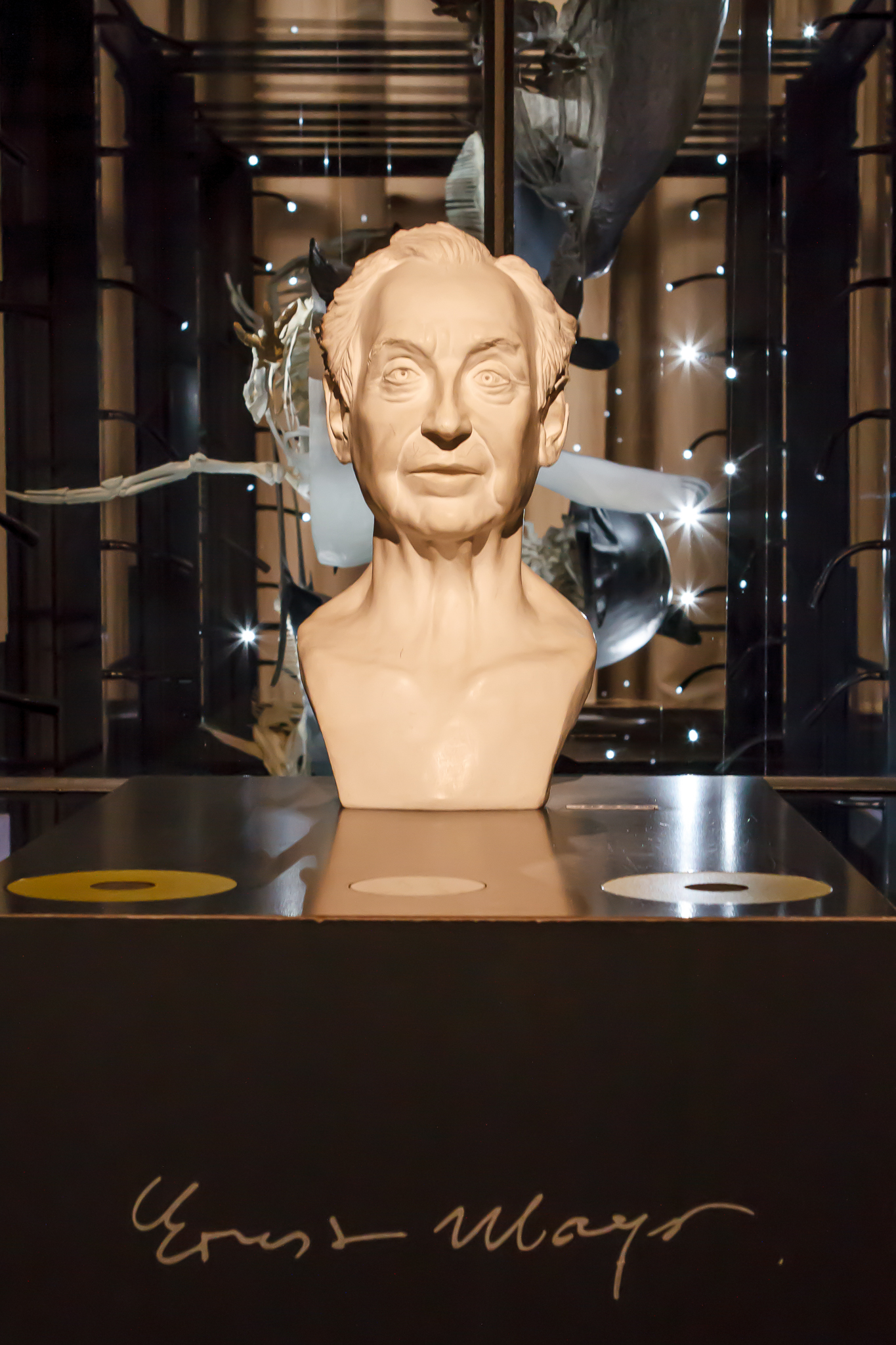
Büste Mayrs im Museum für Naturkunde Berlin

International bekannt wurde Mayr durch seine Studien zur Systematik der Vögel und als Hauptvertreter der „Synthetischen Theorie der Evolution“, die Charles Darwins Konzept der „natürlichen Auslese“ mit den Erkenntnissen der Genetik in Einklang brachte. Er schrieb grundlegende Arbeiten zur Systematik, in denen er unter anderem das Konzept der biologischen Art als einer Fortpflanzungsgemeinschaft entwickelte, ferner zur Artbildung (1942 etwa sein einflussreiches Buch Systematics and the Origin of Species), des Weiteren philosophische Abhandlungen zur Typologie und zum Essentialismus. Mayr entwickelte auch die heute allgemein akzeptierte Vorstellung der allopatrischen Artbildung, nach der die Aufspaltung einer Art in zwei Tochterarten durch geographische Separation ausgelöst werden kann.
Mayr vertrat die These, dass die Biologie in gewisser Weise unabhängig sei von den in Physik und Chemie geltenden Naturgesetzen, da die Besonderheiten der einzelnen Arten nicht aus reproduzierbaren Gesetzen, sondern aus einmaligen historischen Ereignissen heraus entstünden. Deshalb dürfe man in der Biologie nicht von Gesetzen, sondern eher von Konzepten sprechen.
Zu seinen einflussreichsten Schriften gehört ferner das Manuskript zu seinem Vortrag über Taxonomic categories in fossil hominids während des Cold Spring Harbor Symposium on Quantitative Biology am Cold Spring Harbor Laboratory im Sommer 1950. Darin kritisierte Mayr die verwirrende Vielzahl der bis dahin vergebenen Gattungs- und Art-Bezeichnungen für Fossilien, die zu den frühen Verwandten des anatomisch modernen Menschen (Homo sapiens) gehören. Er überzeugte die Paläoanthropologen davon, alle inzwischen entdeckten, mutmaßlichen Vorfahren des Menschen der Gattung Homo zuzuordnen und künftig darauf zu verzichten, Einzelfunde mit einem Gattungs- und Artnamen zu benennen; stattdessen solle man solche Einzelfunde nach ihrer Herkunft benennen (zum Beispiel Sterkfontein-Fund statt Plesianthropus für Mrs. Ples). Tatsächlich wurden daraufhin zahlreiche ältere Funde aus Asien und Afrika in Homo erectus zusammengefasst. Jüngere Funde wurden zu Homo sapiens gestellt, was unter anderem zur Folge hatte, dass Homo neanderthalensis für mehrere Jahrzehnte als Homo sapiens neanderthalensis und Homo sapiens als Homo sapiens sapiens bezeichnet wurde. Für die zuvor (und heute wieder) als Australopithecus bezeichneten, sehr alten Fossilien aus Afrika schlug Mayr die Bezeichnung Homo transvaalensis vor. Erst nach diversen Fossilienfunden ab den 1990er-Jahren wurde das minimalistische Konzept von Mayr infrage gestellt (siehe zum Beispiel Homo ergaster, Homo antecessor, Homo naledi, Ardipithecus, Orrorin, Sahelanthropus).
1998 und 2001 erschienen als seine jüngsten Veröffentlichungen: This is Biology (deutsch erschienen als Das ist Biologie, Spektrum Akademischer Verlag) und What Evolution is (deutsche Ausgabe: Das ist Evolution, Bertelsmann-Verlag).
In einem Nachruf beschrieb der Berliner Evolutionsbiologe Matthias Glaubrecht in der Frankfurter Rundschau vom 8. Februar 2005 die Bedeutung Ernst Walter Mayrs so: „Während Darwin mit seiner Selektionstheorie 1859 nurmehr den Rohbau eines epochalen Gedankengebäudes schuf, hat sich Mayr vor allem in den 1930er- und 1940er-Jahren an den Innenausbau gemacht.“

## Dispute und Kritik
Als streitbarer Verfechter eines traditionalistischen Evolutionsverständnisses erwies sich Mayr, als er Willi Hennig vorwarf, mit seiner „einseitigen“ Kladistik „Konfusion“ zu verbreiten. Zu diesem Aufsatz wurde negativ angemerkt:
Wenn Mayr gegen die phylogenetische Systematik polemisiert, begibt er sich gewöhnlich unter sein Niveau und greift zur argumentatio ad hominem, so auch hier. Er erklärt seinen Standpunkt für den „des Biologen“‚ als ob die von ihm so apostrophierten „Kladisten“ keine wären.
Willi Hennig sah sich zu einer Richtigstellung gegenüber Ernst Mayr veranlasst und kritisierte dessen Standpunkte.
Die heutige Taxonomie beruht auf dem von Mayr verworfenen phylogenetischen Konzept Hennigs, das Carl Woese um eine molekularbiologische Grundlage ergänzt hat. Daraus resultierte die heute gültige Einteilung der Lebewesen in die drei Domänen (Bacteria, Archaea und Eukaryota).
Dieses System wurde von Mayr konsequent angegriffen. Es gebe, so Mayr, keinen Bedarf in der Biologie nach einer Zweiteilung der Prokaryoten in zwei Domänen. In diesem Zusammenhang argumentierte er wieder ad hominem, indem er die Reputation Woeses als „Nicht-Biologe“ anzweifelte. Woese argumentierte dagegen, dass die von Mayr vertretene Evolutionstheorie kein allgemeingültiges Naturgesetz sei, sondern nur auf Eukaryoten mit sexueller Fortpflanzung, nicht aber auf Mikroorganismen angewendet werden könne.

## Auszeichnungen
Mayr war Inhaber von rund 20 akademischen Graden, u. a. der Ehrendoktorwürde der Universität Konstanz (Philosophie). Er war Träger der sogenannten „dreizackigen Krone der Biologie“: des Balzan-Preises, des International Prize of Biology und des Crafoord-Preises. 1954 wurde er in die American Academy of Arts and Sciences und die National Academy of Sciences (NAS) gewählt. 1965 erhielt Mayr die William-Brewster-Medaille der American Ornithologists’ Union (AOU), 1967 die Daniel Giraud Elliot Medal der NAS. Im Jahr 1972 wurde Mayr zum Mitglied der Leopoldina gewählt, die ihm 1980 die Gregor-Mendel-Medaille verlieh. 1977 wurde ihm die Linné-Medaille der Linnean Society of London verliehen. 1984 erhielt er die Darwin-Medaille der Royal Society, die ihn 1988 als „Foreign Member“ aufnahm. 1986 wurde er mit der George-Sarton-Medaille ausgezeichnet, dem höchst renommierten Preis für Wissenschaftsgeschichte der von George Sarton und Lawrence Joseph Henderson gegründeten History of Science Society (HSS). Die American Philosophical Society, deren Mitglied er seit 1965 war, zeichnete ihn 1995 mit ihrer Benjamin Franklin Medal aus. 1989 wurde er in die Académie des sciences in Paris aufgenommen. Die Gesellschaft für Biologische Systematik ernannte ihn 2003 zum Ehrenmitglied.
In Kempten wurde am Nachfolgebau seines Geburtshauses in der Kotterner Straße, das im Zweiten Weltkrieg durch einen Bombentreffer zerstört wurde, vom Heimatverein Kempten eine Gedenktafel angebracht.
Nach Ernst Mayr sind die Ernst-Mayr-Wasserratte (Leptomys ernstmayri), eine Unterart des Langfinger-Streifenbeutlers (Dactylopsila palpator) sowie das Wondiwoi-Baumkänguru (Dendrolagus mayri) benannt.

## Schriften (Auswahl)
- List of New Guinea birds: a systematic and faunal list of the birds of New Guinea and adjacent islands. American Museum of Natural History, 1941.
- Systematics and the Origin of Species. 1942.
- Ornithologie als biologische Wissenschaft. 28 Beiträge als Festschrift zum 60. Geburtstag von Erwin Stresemann. Herausgegeben mit Ernst Schüz. Carl Winter Universitätsverlag, Heidelberg 1949, keine ISBN.
- Taxonomic categories in fossil hominids. In: Cold Spring Harbor Symposia on Quantitative Biology 1950. Band 15, 1950, S. 109–118, doi:10.1101/SQB.1950.015.01.013
- Methods and Principles of Systematic Zoology. 1953. Deutsch: Grundlagen der zoologischen Systematik. Blackwell Wissenschaftsverlag, Berlin 1975, ISBN 3-490-03918-1.
  - 2. Auflage: Ernst Mayr, Peter D. Ashlock: Principles of Systematic Zoology. Mcgraw-Hill College, 1991, ISBN 0-07-041144-1.
- Animal Species and Evolution. 1963. Deutsch: Artbegriff und Evolution. 1967.
- The Growth of Biological Thought: Diversity, Evolution, and Inheritance. 1982. Deutsch: Die Entwicklung der biologischen Gedankenwelt: Vielfalt, Evolution und Vererbung. 1984 online
- Toward a New Philosophy of Biology. 1988. Deutsch: Eine neue Philosophie der Biologie. 1991.
- One Long Argument: Charles Darwin and the Genesis of Modern Evolutionary Thought. 1991. Deutsch: … und Darwin hat doch recht. 1994.
- This is Biology. The Science of the Living World. 1998. Deutsch: Das ist Biologie – Die Wissenschaft vom Leben. 2000, ISBN 3-8274-1015-0.
- What Evolution is. 2001. Deutsch: Das ist Evolution. 2005, ISBN 3-442-15349-2.
- Konzepte der Biologie. Mit einem Geleitwort von Matthias Glaubrecht. Hirzel, Stuttgart 2005, ISBN 3-7776-1372-X (überarbeitet und neue Essays zur Geschichte der Evolutionsbiologie, zu Evolutionstheorien von Darwin, ihre Geschichte, Entwicklung und Wirkung).